# Лукас Пакета
Лукас Толентино Коељо де Лима (порт. Lucas Tolentino Coelho de Lima; 27. август 1997), познатији као Лукас Пакета (порт. Lucas Paquetá), професионални је бразилски фудбалер који игра на позицији офанзивног везног играча. Тренутно наступа за Вест Хем јунајтед и за репрезентацију Бразила.

## Статистика каријере

### Репрезентативна
Ажурирано 19. новембра 2024.
| Репрезентација | Година | Наступи | Голови |
| -------------- | ------ | ------- | ------ |
| Бразил         | 2018   | 2       | 0      |
| Бразил         | 2019   | 9       | 2      |
| Бразил         | 2020   | 2       | 0      |
| Бразил         | 2021   | 15      | 4      |
| Бразил         | 2022   | 11      | 2      |
| Бразил         | 2023   | 3       | 1      |
| Бразил         | 2024   | 13      | 2      |
| Укупно         | Укупно | 55      | 11     |

## Трофеји
Фламенго
- Кариока првенство: 2017.

Вест Хем јунајтед
- УЕФА Лига конференције: 2022/23.

Бразил
- Копа Америка: 2019.